# Олмо Джентиле
О̀лмо Джентѝле (на италиански: Olmo Gentile; на пиемонтски: Orm, Орм) е село и община в Северна Италия, провинция Асти, регион Пиемонт. Разположено е на 615 m надморска височина. Населението на общината е 89 души (към 2010 г.).